# Castillo de Tagamanent
El castillo de Tagamanent es un castillo de origen medieval que se encuentra en la localidad de Tagamanent, en la comarca del Vallés Oriental, provincia de Barcelona, situada en la comunidad autónoma de Cataluña, en España.

## Situación
El castillo está situado en el pico de Tagamanent, junto a la iglesia de la localidad.

## Historia
Se han encontrado restos que confirman que hubo asentamientos ibéricos en el enclave del castillo.
El castillo fue documentado por los cronistas medievales por primera vez en el año 945, y marcaba el límite del condado de Osona y de su arzobispado del cual siempre formó parte. El emblema de Tagamanent es el losanjado de oro y de sable son las armas de los Tagamanent, señores del castillo del pueblo desde 1082. Se sabe que los Condes de Barcelona alrededor del año 1009 disponían de una habitación-residencia en el castillo.
El castillo era un centro de vigilancia del Valle del Congost, ruta que unía el Vallés y Osona; en el siglo XV el castillo pasó por casamiento a la familia Montbui y después a los Rocaberti, vizcondes de Rocabertí-Perelada aunque con jurisdicción real desde el siglo XVI.

## Estado actual
Junto a la iglesia restan algunos muros de edificaciones y restos de muros de defensa en el alto superior del enclave, que está considerado como Bien de Interés Cultural.

Castillo de Tagamanent
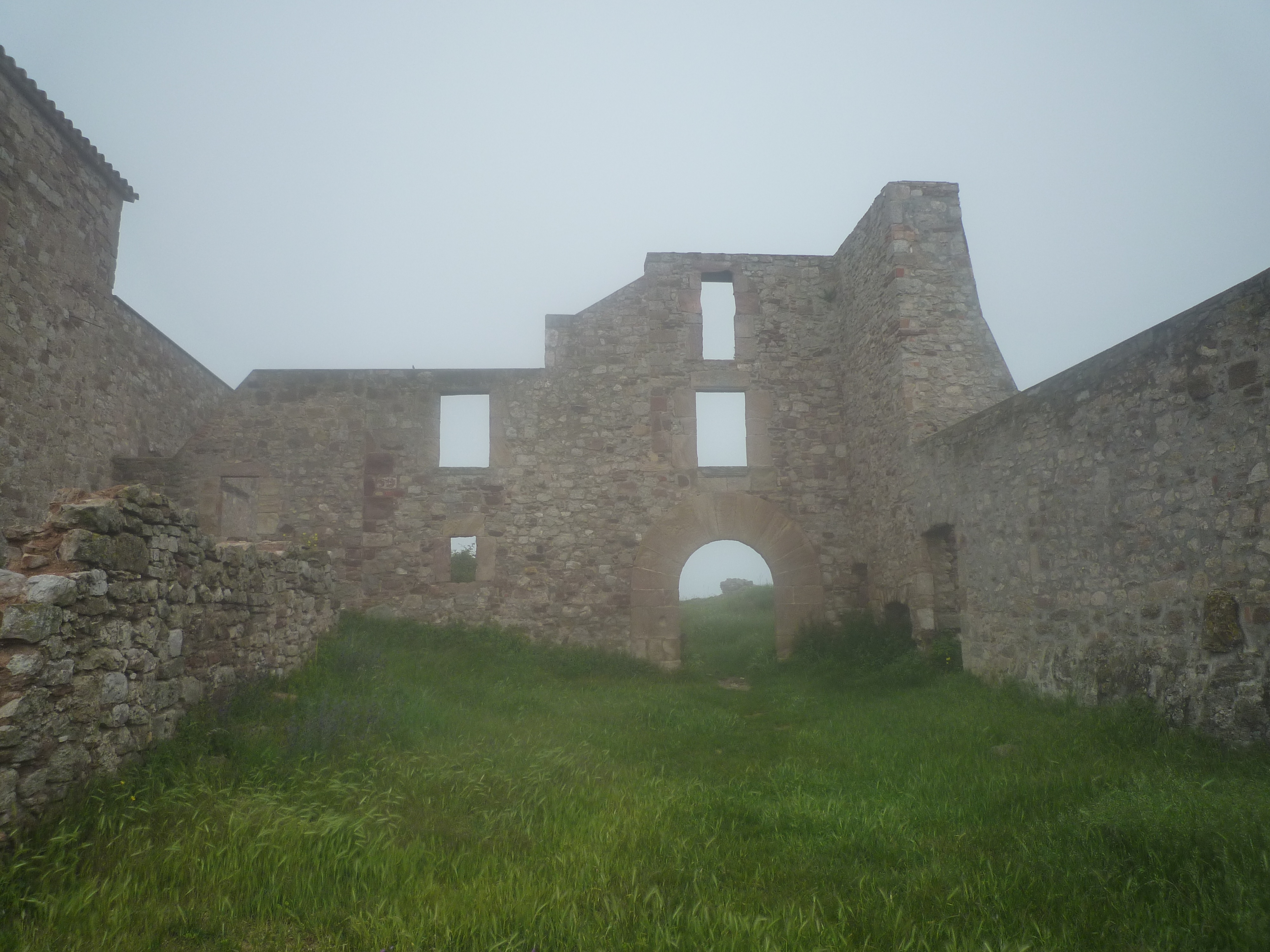
Interior del castillo.
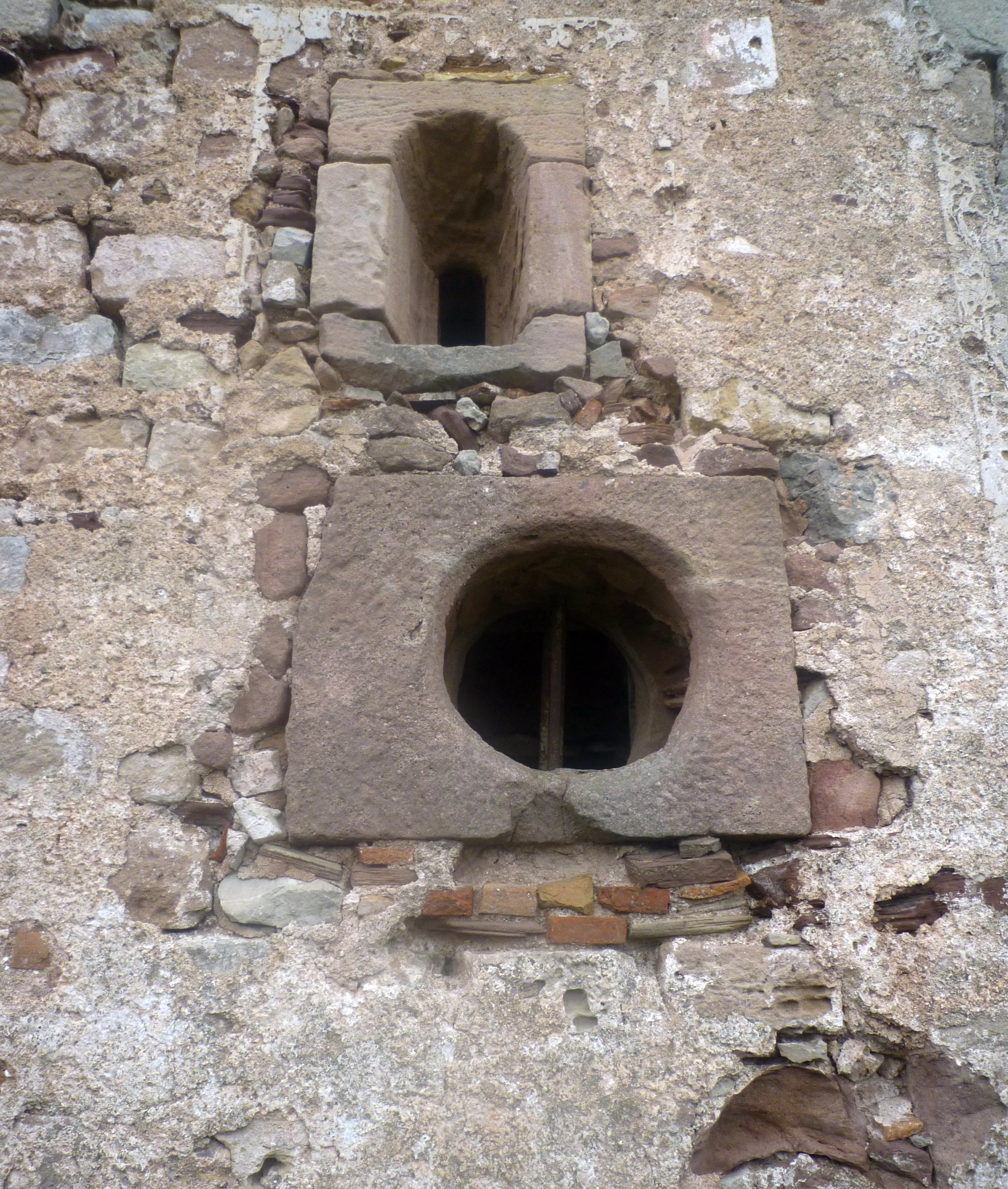
Detalle.
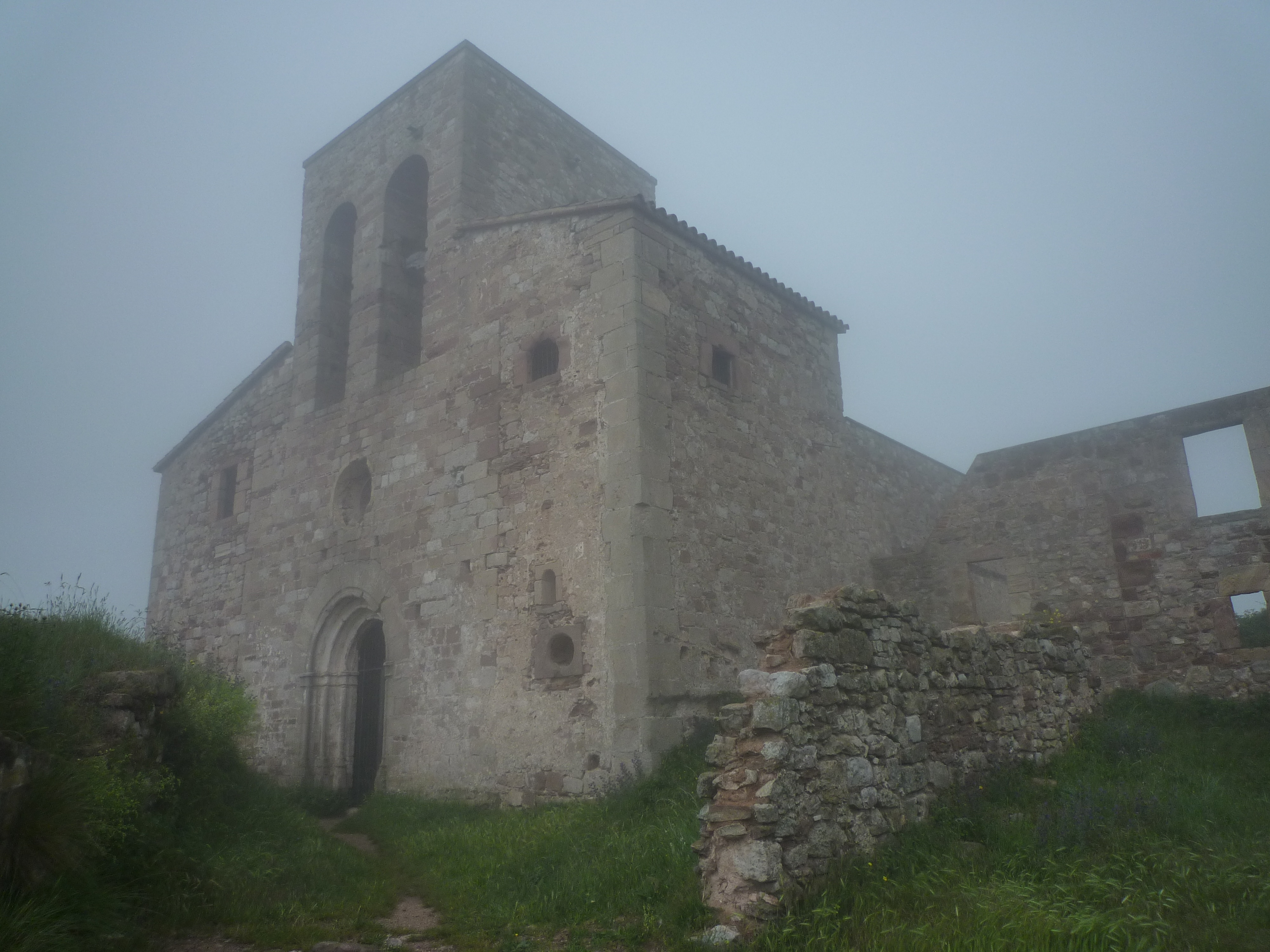
Iglesia del castillo entre la niebla.
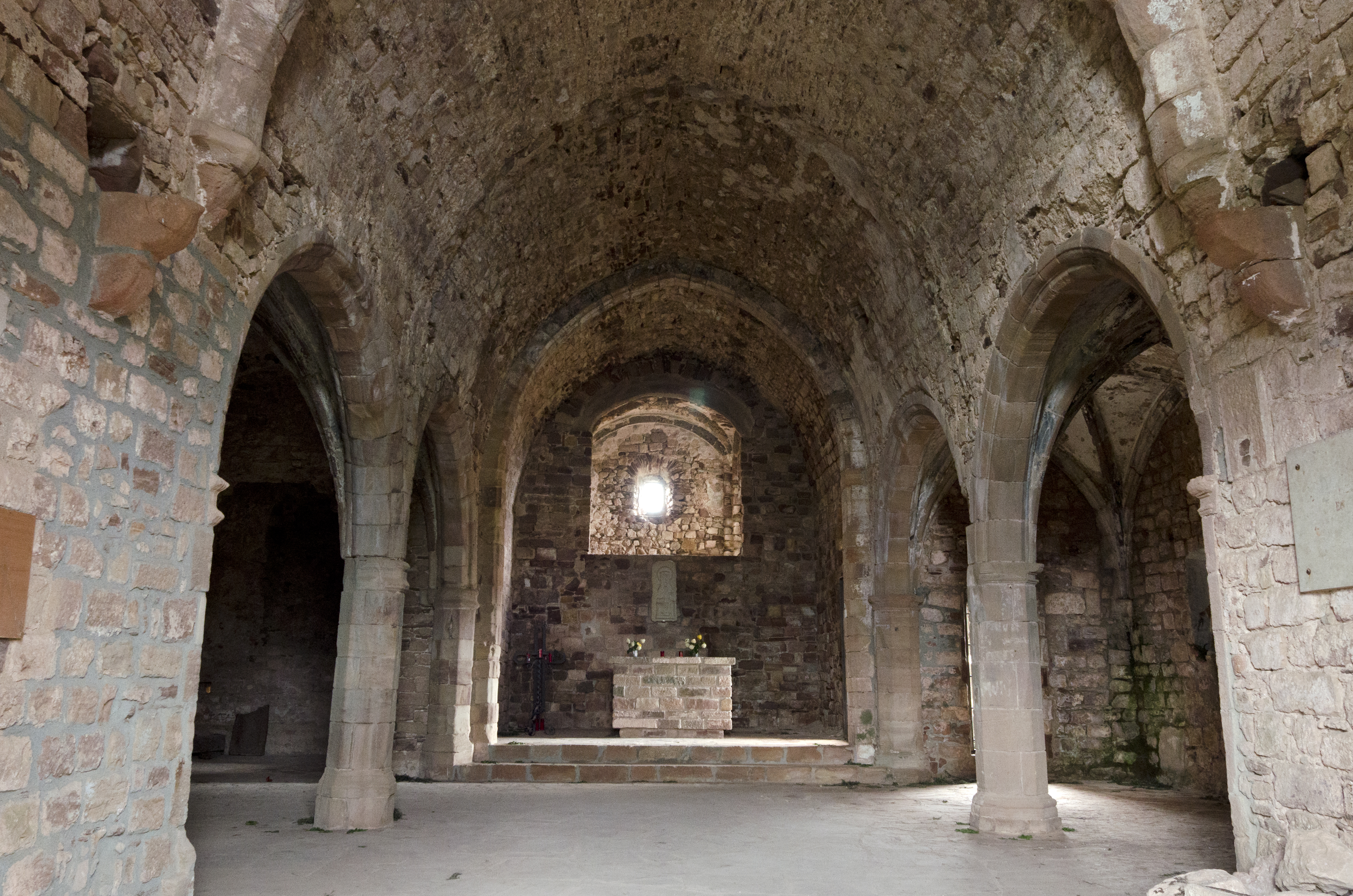
Interior de la iglesia del Castillo de Tagamanent

## Monumentos
El Beato Miró (1113, Tagamanent - 1161, Sant Joan de les Abadesses), hijo de los señores del castillo, tiene un monumento a su memoria en la localidad de Tagamanent.